# 2004年至2005年英格蘭足總盃
2004/05球季英格蘭足總盃（英語：FA Cup），是第124屆英格蘭足總盃，今屆賽事的冠軍是阿仙奴，他們在決賽的法定時間以0:0賽和，最終以互射十二碼5:4擊敗曼聯，奪得冠軍。這使得阿仙奴在4年內3多冠軍。

## 外部連結
1. 英格蘭足總盃官網Archive-It的存檔，存档日期2012-04-24
2. 英格蘭足總盃 歷屆冠軍（页面存档备份，存于）